# Museu de História Natural de Londres
O Museu de História Natural de Londres é um dos principais museus de Londres e está localizado na Exhibition Road, uma rua que dá acesso a diversos museus e estabelecimentos acadêmicos. Ele abriga cerca de 80 milhões de espécies de ciências naturais e da Terra, e tem seus itens divididos em cinco coleções: botânica, entomologia, mineralogia, paleontologia e zoologia. Por ser uma instituição financiada pelo governo britânico, a entrada é franca.
O museu é renomado mundialmente por seu centro de pesquisa especializado em taxonomia, identificação e conservação. Também é conhecido pelo grande público pelos seus famosos esqueletos de dinossauros e arquitetura românica. Dentre suas exposições mais historicamente valiosas estão espécies coletadas por Charles Darwin.
Com acesso reservado a agendamentos, a Biblioteca do Museu de História Natural de Londres possui uma vasta coleção de livros, manuscritos, jornais e obras de arte ligadas à pesquisas dos departamentos científicos.

## História e Arquitetura
Fundado em 1881 como departamento do Museu Britânico, no prédio cujo nome é Waterford Building, o Museu de História Natural de Londres só passou a ser conhecido por seu nome atual no ano de 1992.
A fundação da coleção de arte do museu data de 1753, sendo ela parte do acervo pessoal do doutor Sir Hans Sloane (1660-1753), que viajava o mundo coletando artefatos culturais. A compra da coleção de Sloane após seu falecimento pelo governo britânico seu deu em valor muito abaixo do mercado à época. Dentre os itens desta coleção encontravam-se plantas secas e esqueletos humanos e animais. Entretanto, com o passar dos anos, grande parte dos itens vendidos por Sloane foram vendidos ou queimados.
Em 1856, Richard Owen deixou seu cargo de curador no Museu Hunterian e assumiu a coleção de história natural do Museu Britânico. Insatisfeito com a falta de espaço do museu, Owen decidiu que esse precisava de um prédio separado para seus tesouros nacionais.
Em 1864, Francis Fowke, o arquiteto que projetou o Royal Albert Hall e partes do Museu Victoria & Albert, ganhou uma competição para projetar o Museu de História Natural. No entanto, um ano depois Fowke morreu inesperadamente e Alfred Waterhouse assumiu seu lugar. Waterhouse construiu o prédio inteiro com terracota, uma argila manufaturada e cozida no forno, já que esse material era mais resistente ao clima de Londres. O resultado foi um dos maiores exemplos da arquitetura Românica Britânica e tornou-se um marco histórico de Londres.
Mesmo após sua inauguração, o Museu de História Natural de Londres permaneceu um departamento ligado ao Museu Britânico. Em 1866, uma petição assinada por naturalistas como Charles Darwin, Alfred Russel Wallace e Thomas Henry Huxley pedia para que o museu ganhasse independência, o que acalorou as discussões sobre o assunto por dezenas de anos. Foi somente com o British Museum Act 1963 que o museu se tornou independente, embora só fosse mudar seu nome para Museu de História Natural de Londres em 1992 com o Museums and Galleries Act 1992.

## Museu Geológico
O Museu Geológico tornou-se mundialmente conhecido por suas exposições, incluindo um modelo de vulcão ativo e uma máquina de terremoto, projetada por James Gardner. Ele também abrigou a primeira exposição mundialmente aprimorada por computadores (Tesouros da Terra). 
As galerias do museu foram completamente reconstruídas e relançadas em 1996, como The Earth Galleries, com as outras exposições do prédio Waterhouse retitulado The Life Galleries. As exibições do Mineralogy do Museu de História Natural permanecem em grande parte inalteradas como um exemplo das técnicas de exibição do século XIX do prédio Waterhouse. 
O design do átrio central de Neal Potter superou a relutância dos visitantes para assistir às galerias superiores. O novo design cobriu as paredes em ardósia reciclada e expôs as primeiras estrelas e planetas nas paredes. 

## Centro Darwin
O Centro Darwin (em homenagem a Charles Darwin) foi projetado para abrigar a coleção do museu que contava com dezenas de milhões de espécimes preservados. O centro foi construído em duas fases distintas e em dois prédios adjacentes ao principal construído por Alfred Waterhouse. 
A fase um do Centro Darwin foi inaugurada em 2002, ela abriga os organismos do departamento zoológico. A fase dois foi revelada em 2008 e inaugurada para o público em setembro de 2009. Essa foi projetada pelo arquiteto dinamarquês C. F. Møller para possuir a forma de um gigante casulo. Nela ficam as seções de entomologia e botânica.
A criatura mais famosa presente no centro é a lula gigante carinhosamente chamada de Archie.

### The Attenborough Studio
Como parte da missão do museu para comunicar trabalhos de educação e conservação das ciências, um novo estúdio multimídia transformou uma parte importante do Centro Darwin. Em uma parceria com a Unidade de História Natural da BBC (titular do maior arquivo de imagens de história natural), o Attenborough studio foi nomeado em homenagem ao locutor David Attenborough e fornece um ambiente multimídia para eventos educacionais. O estúdio planeja continuar as palestras e demonstrações diárias. 

## Zona Vermelha
Localizada no lado leste do prédio está a Zona Vermelha. Ela pode ser acessada pela entrada da Exhibition Road e sua temática é voltada à história do planeta Terra. Esta zona possui um laboratório chamado Earth Lab onde os visitantes podem observar diversos tipos de fósseis, rochas e minerais. Outra área de destaque é a Lab Area, sala reservada para visitas em grupos onde os visitantes podem interagir com a galeria através de microscópios. Outras subdivisões da Zona Vermelha são:
- Earth's Treasury
- Lasting Impressions
- Restless Surface
- Earth Today and Tomorrow (fechamento em breve)
- From the Beginning
- Volcanoes and Earthquakes
- Visions of Earth
- The Waterhouse Gallery (exposição temporária) 
Zona Verde
  - Birds
  - Creepy Crawlies
  - Ecology
  - Fossil Marine Reptiles
  - Giant Sequoia and Hintze Hall (formerly the Central Hall)
  - Minerals
  - The Vault
  - Investigate

Zona Azul
  - Dinosaurs
  - Fish, Amphibians and Reptiles
  - Human Biology
  - Images of Nature
  - The Jerwood Gallery (temporary exhibition space)
  - Marine Invertebrates
  - Mammals
  - Mammals (Blue whale)
  - Treasures in the Cadogan Gallery

Zona Laranja
  - Wildlife Garden
  - Darwin Centre

## Principais espécies e exposições
Umas das mais famosas exibições é apelidada de Dippy, uma réplica de 105 pés (32 metros) de um esqueleto de Diplodocus carnegii, que por muitos anos ocupou o corredor central. O objeto foi dado como presente pelo escocês Andrew Carnegie, depois de uma discussão com o Rei Eduardo VII, então fiel administrador do Museu Britânico. Carnegie pagou £ 2 000 por ele, que foi enviado em 36 caixas e apresentado ao público e à mídia em exposição no dia 12 de maio de 1905 no Carnegie Museum of Natural History, já que o Museu Carnegie, em Pittsburgh ainda estava sendo construído para abriga-lo. À medida em que as notícias da exposição de Dippy foram se espalhando, Sr. Carnegie pagou para ter cópias adicionais feitas para exibição nas principais capitais europeias e também por toda a América Latina e América do Sul, fazendo de Dippy, assim, o esqueleto de dinossauro mais visto do mundo. O dinossauro rapidamente se tornou uma representação icônica do museu e apareceu em muitos desenhos animados e outros meios de comunicação, incluindo a comédia da Disney de 1975, One of Our Dinosaurs Is Missing. Após 112 anos de exibição no museu, a réplica dos dinossauros foi removida no início de 2017 para ser substituída pelo esqueleto real de uma jovem baleia-azul. Dippy deve começar um tour de visitas aos museus, a primeira parada será a Dorset County Museum.
O esqueleto de baleia-azul que substituiu Dippy é outra exibição icônica no museu. A exibição do esqueleto, com 25 metros de comprimento e 10 toneladas de peso só foi possível em 1934, com a construção da New Whale Hall (agora o Grande Salão dos Mamíferos). a baleia tinha sido armazenada há 42 anos desde que fora encontrada encalhada entre bancos de areia na foz de Wexford Harbour, na Irlanda, em março de 1891, depois de ferida por baleeiros.
A discussão da ideia de um modelo de tamanho natural também começou por este tempo, e o trabalho foi realizado dentro do próprio Salão das Baleias. Uma vez que o uso de um esqueleto de um animal tão grande fora considerado tão caro, os modelos de escala foram utilizados para meticulosamente juntar a estrutura. O trabalho foi inteiramente concluído e aberto para visita do público em 1938. Na época, era o maior modelo do mundo, com 28,3 m de comprimento. Os detalhes da construção foram posteriormente emprestados a vários museus americanos. O trabalho de remoção de Dippy e substituição pelo esqueleto da baleia foi todo documentado em um BBC Television Special, Horizon: Dippy and The Whale, narrado por David Attenborough e lançado pela primeira vez pela BBC Two em julho de 2017, no ida anterior ao que o esqueleto da baleia foi aberto à exibição do público.
O Centro Darwin é o anfitrião de Archie, uma lula-gigante de 8 metros de comprimento, tomada em uma rede de pesca perto das Ilhas Falkland, em 2004. A lula não está mais em exibição geral, mas é armazenada em uma grande sala de tanques no porão do edifício. Na chegada da espécie no museu, ela foi completamente congelada até que a preparação para o seu armazenamento permanente estivesse pronta. Como são poucos os exemplos completos e razoavelmente frescos da espécie, escolheu-se um armazenamento úmido, sem deixar a lula ser dissecada. Foi construído um tanque de acrílico de 9,45 metros (pelo mesmo time que fornece tanques para Damien Hirst) e o corpo preservado por uma mistura de formalina e solução salina.
O museu detém os restos e ossos da "Baleia do rio Tamisa", uma baleia que se perdeu em 2006 nadando no Tamisa. Embora tenha especialmente servido para fins de pesquisa, o seu armazenamento no museu Wandsworth fora colocado em exibição pública temporária.
Dinocochlea é um dos mistérios mais antigos da paleontologia. Fora originalmente pensado para ser um gigante copropólio e agora é uma realidade de um túnel de um verme e faz parte de sua descoberta desde 1921.
O museu mantém um jardim de vida selvagem em seu gramado, no qual uma espécie potencialmente nova de inseto semelhante a Arocatus roeselii foi descoberta em 2007.

## Galeria

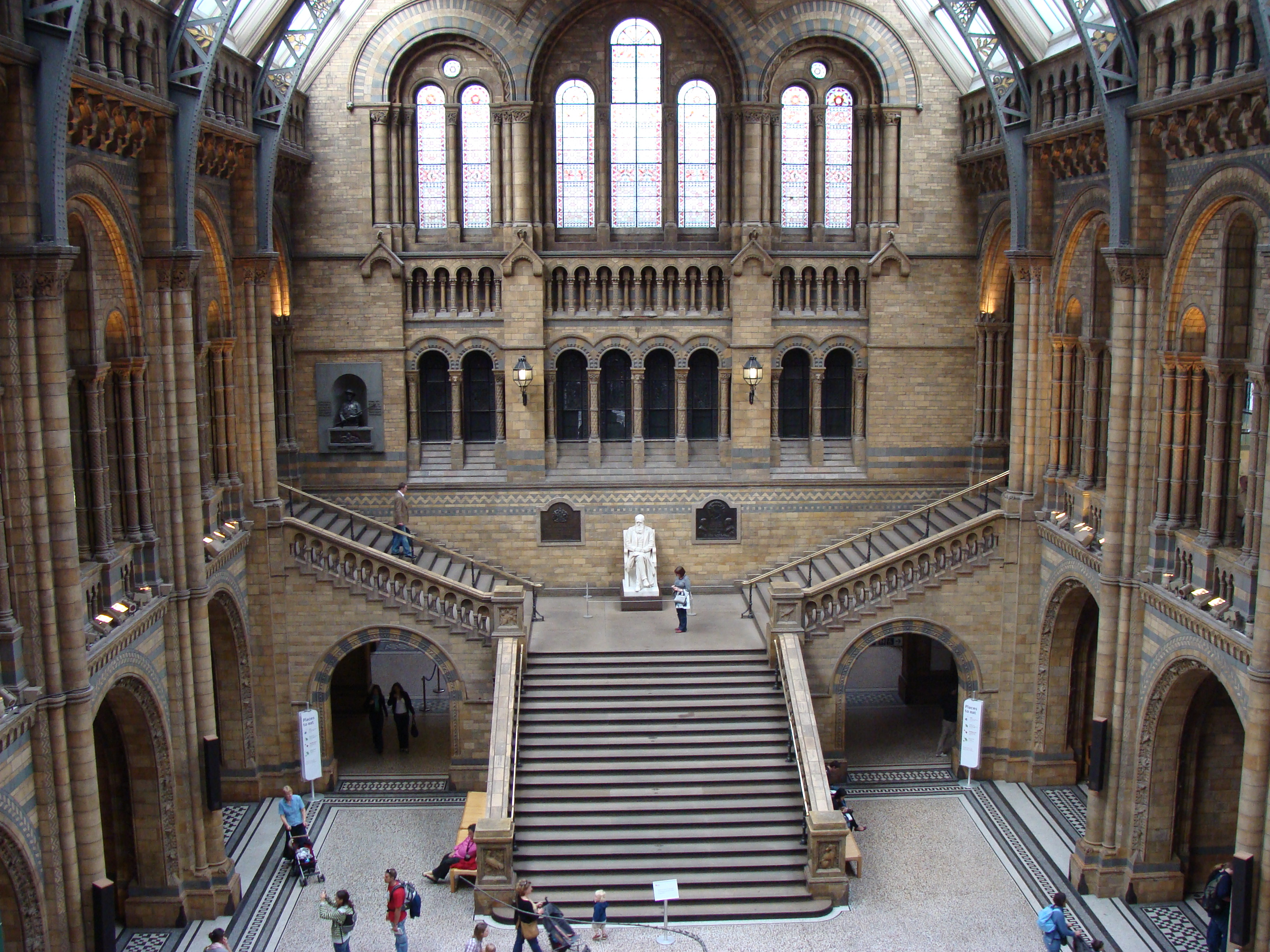
Pátio do museu.

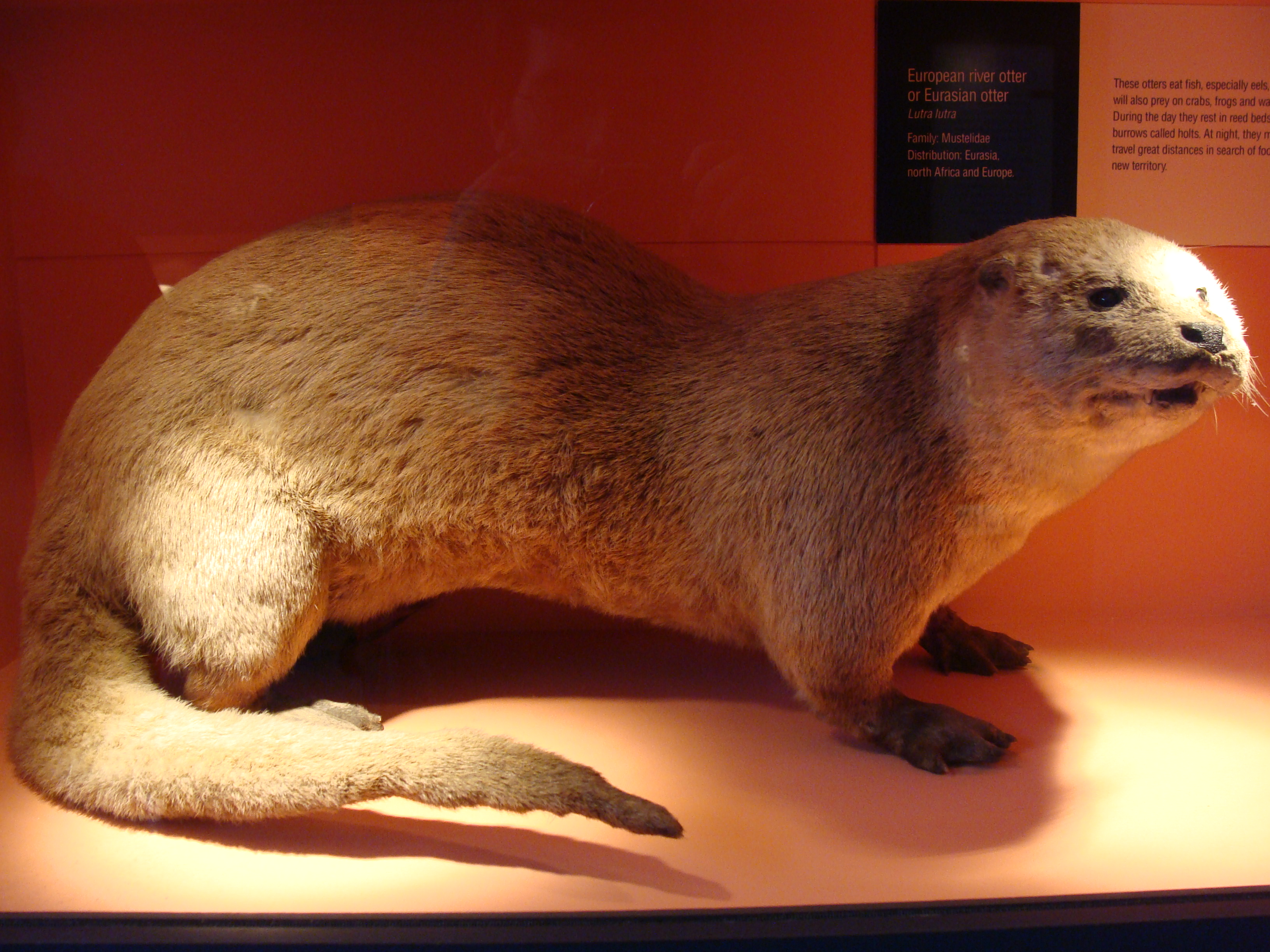
Representação de lontra-europeia.
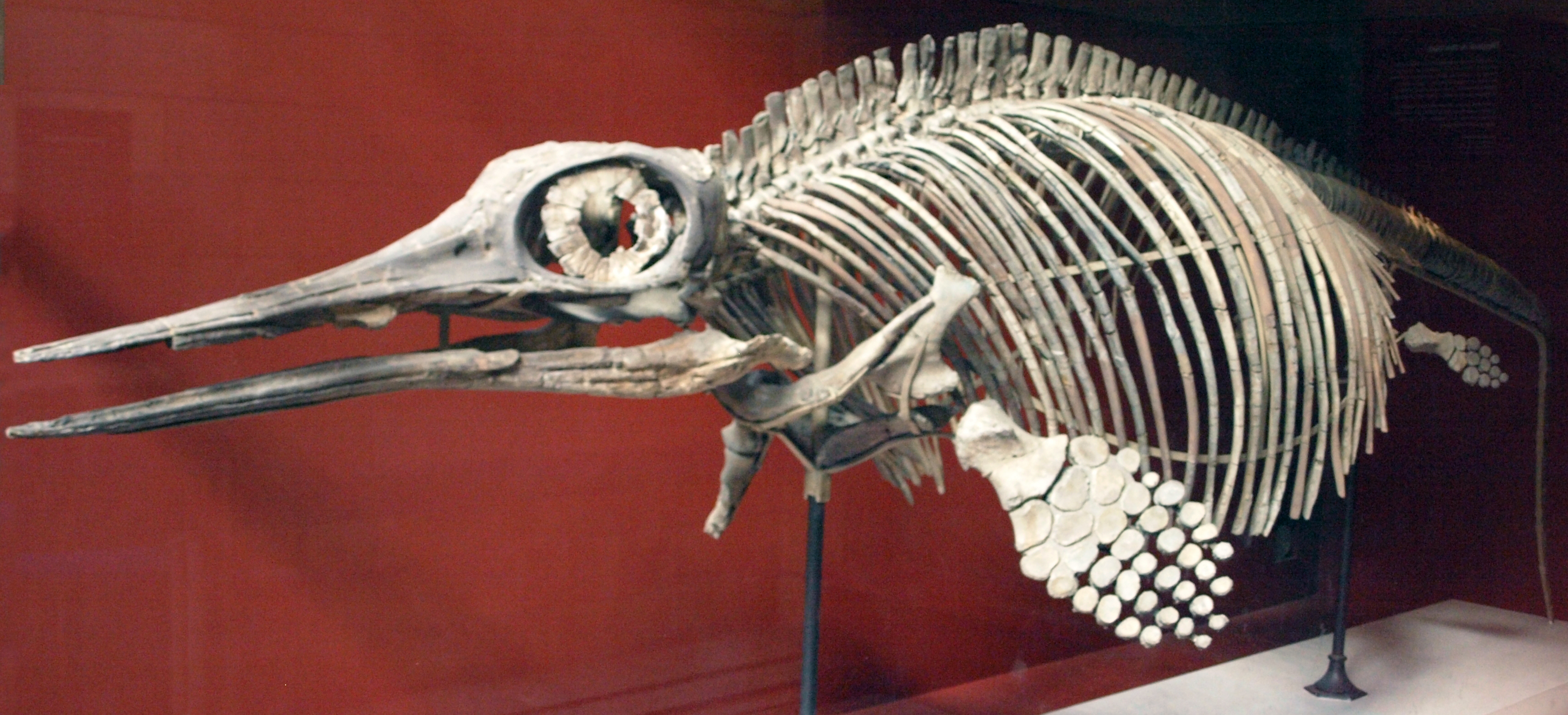
Esqueleto de Ophthalmosaurus
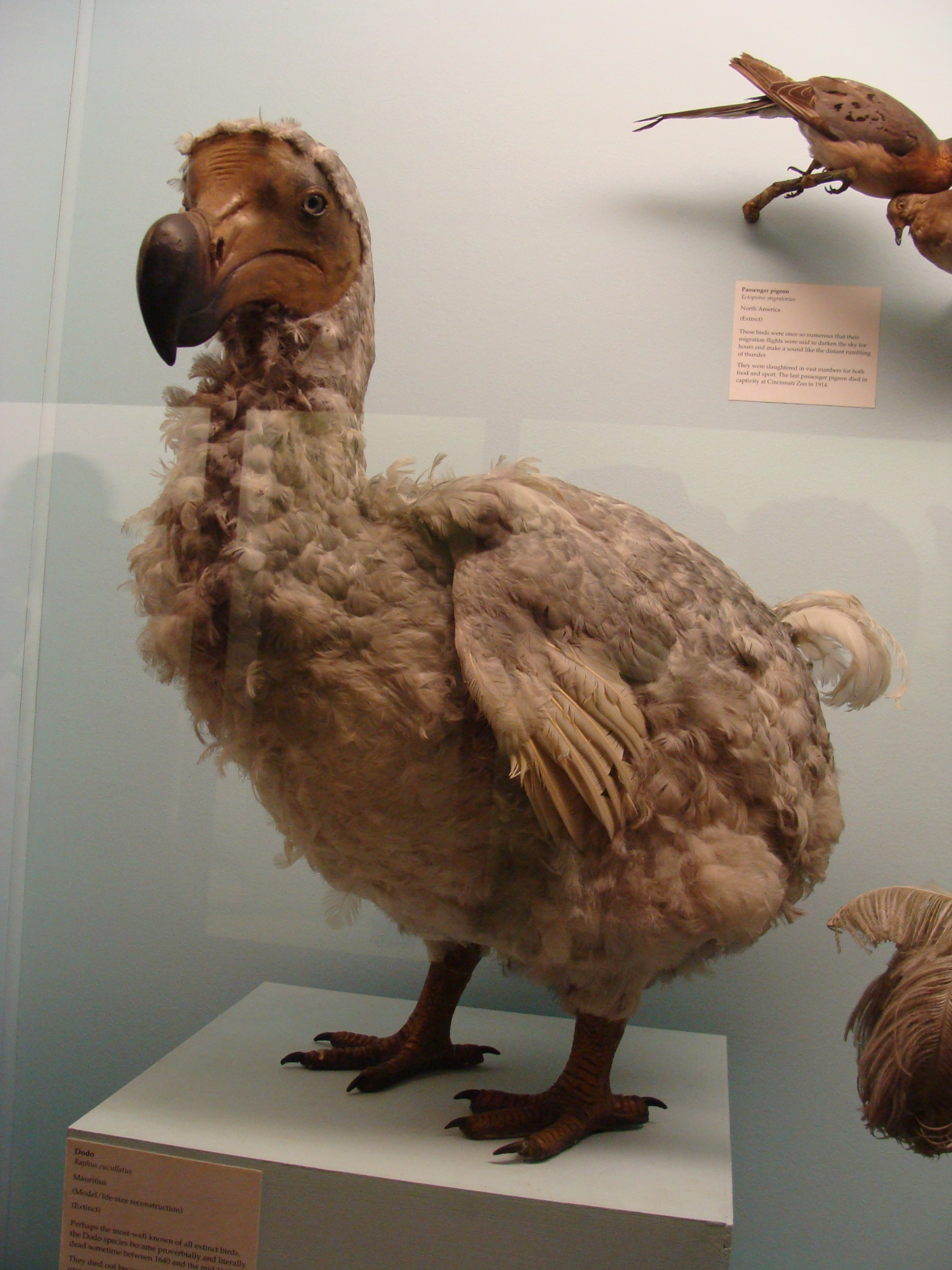
Representação de um Dodó

## Educação, engajamento e turismo
O museu executa uma série de programas educacionais e de engajamento público. Estes programas incluem, por exemplo, um trabalho de "how Science Works" altamente elogiado em oficinas para estudantes que estudam micro fósseis na pesquisa geológica. O museu também desempenhou um papel importante na obtenção da designação da Costa Jurássica de Devon e Dorset como Patrimônio Mundial da UNESCO.
Em 2005 o museu lançou um projeto para desenvolver personagens notáveis. Em 2010, uma série de documentários da BBC foi filmada em seis diferentes partes intituladas de Museum of Life, explorado a história e os cenários do museu britânico.
A visita no Museu da História Natural é gratuita para a grande maioria das exposições. No entanto, há certa exposições temporárias e até mesmo shows que podem implicar ingressos.